# Phytoecia pubescens
Phytoecia pubescens är en skalbaggsart som beskrevs av Maurice Pic 1895. Phytoecia pubescens ingår i släktet Phytoecia och familjen långhorningar.
Artens utbredningsområde är Iran. Inga underarter finns listade i Catalogue of Life.